# Dādamraz
Dādamraz (persiska: Dādamras, دادمرس, دادمرز) är en ort i Iran.   Den ligger i provinsen Markazi, i den centrala delen av landet, 170 km sydväst om huvudstaden Teheran. Dādamraz ligger 1 871 meter över havet och antalet invånare är 143.
Terrängen runt Dādamraz är huvudsakligen kuperad, men österut är den bergig. Dādamraz ligger nere i en dal.Runt Dādamraz är det ganska tätbefolkat, med 75 invånare per kvadratkilometer. Närmaste större samhälle är Tafresh, 1,1 km sydost om Dādamraz. Trakten runt Dādamraz består i huvudsak av gräsmarker.